# Seznam olympijských medailistů v surfingu
Seznam olympijských medailistů a medailistek v surfingu na letních olympijských hrách. Tato disciplína byla poprvé na programu her v roce 2020 v Tokiu.

## Muži
| Rok      | Zlato                           | Stříbro                         | Bronz                           |
| LOH 2020 | Italo Ferreira · Brazílie (BRA) | Kanoa Igarashi · Japonsko (JPN) | Owen Wright · Austrálie (AUS)   |
| LOH 2024 | Kauli Vaast · Francie (FRA)     | Jack Robinson · Austrálie (AUS) | Gabriel Medina · Brazílie (BRA) |

## Ženy
| Rok      | Zlato                                            | Stříbro                                           | Bronz                             |
| LOH 2020 | Carissa Mooreová · Spojené státy americké (USA)  | Bianca Buitendagová · Jihoafrická republika (RSA) | Amuro Tsuzukiová · Japonsko (JPN) |
| LOH 2024 | Caroline Marksová · Spojené státy americké (USA) | Tatiana Westonová-Webbová · Brazílie (BRA)        | Johanne Defayová · Francie (FRA)  |